# Giuliano Brugnotto
Giuliano Brugnotto (Carbonera, 7 novembre 1963) è un vescovo cattolico italiano, dal 23 settembre 2022 vescovo di Vicenza.

## Biografia
Nato a Carbonera, in provincia e diocesi di Treviso, il 7 novembre 1963, cresce in una famiglia rurale.

### Formazione e ministero sacerdotale
Dopo aver frequentato il seminario minore e maggiore di Treviso, è stato ordinato presbitero il 19 maggio 1990 dal vescovo Paolo Magnani; successivamente è stato vicario parrocchiale a Silea fino al 1991 e poi responsabile per le celebrazioni episcopali fino al 1995.
Nel 1996 ha conseguito il dottorato in diritto canonico presso la Pontificia Università Gregoriana di Roma e dal 1997 è stato educatore presso la comunità teologica del seminario maggiore di Treviso; nello stesso anno è diventato difensore del vincolo presso il tribunale ecclesiastico della regione ecclesiastica Triveneto.
Durante l'episcopato del vescovo Andrea Bruno Mazzocato ha avviato la cappellania universitaria Santa Bertilla, presso l'ex ospedale civile di San Leonardo, condividendo il servizio con la comunità religiosa delle suore dorotee, figlie dei Sacri Cuori, e dal 2006 ha ricoperto l'incarico di direttore dell'Ufficio liturgico della diocesi di Treviso.
Nel 2010 l'arcivescovo Gianfranco Agostino Gardin lo ha nominato cancelliere vescovile e membro del capitolo della cattedrale nel 2011.
Dal 2014 al 2019 è stato preside della facoltà di diritto canonico San Pio X di Venezia, di cui è stato docente di diritto canonico dal 2003, mentre dal 2018 al 2021 è stato rettore del seminario vescovile di Treviso.
Nel 2021, in seguito a una consultazione diocesana, è stato nominato dal vescovo Michele Tomasi vicario generale della diocesi di Treviso, succedendo ad Adriano Cevolotto, nominato nel 2020 vescovo di Piacenza-Bobbio.

### Ministero episcopale
Il 23 settembre 2022 papa Francesco lo ha nominato vescovo di Vicenza, succedendo a Beniamino Pizziol, dimessosi per raggiunti limiti d'età. Le sue prime parole da vescovo sono state: «Con non poca trepidazione ho accettato l'invito di Papa Francesco a essere vescovo della Chiesa che è in Vicenza. È un invito a prendere il largo, a lasciare legami e progetti per andare a testimoniarne la risurrezione di Gesù vivendo la gioia del Vangelo là dove Lui mi invia».
Il 28 novembre, nel corso di una celebrazione eucaristica in seminario a Treviso, ha pronunciato la professione di fede e il giuramento di fedeltà alla presenza del vescovo di Treviso, Michele Tomasi, e dei seminaristi del seminario maggiore di Treviso e di Vicenza.
L'11 dicembre ha ricevuto l'ordinazione episcopale, nella cattedrale di Vicenza, dal cardinale Pietro Parolin, segretario di Stato della Santa Sede e originario della diocesi berica, co-consacranti il suo predecessore Beniamino Pizziol e il vescovo di Treviso Michele Tomasi. Durante la stessa celebrazione ha preso possesso della diocesi.
Le sue prime scelte sono all'insegna della sobrietà: rinuncia ad avere un proprio stemma e accetta vesti e oggetti liturgici usati, "a cominciare dal pastorale (e dalla croce pettorale) messi a disposizione dal vescovo Pizziol"; gli orafi vicentini, invece, gli hanno offerto l'anello episcopale. Da ottobre 2023 ha preso residenza nel Centro diocesano "Arnoldo Onisto" in Borgo Santa Lucia (dove sono presenti tutti gli uffici diocesani), abbandonando il palazzo vescovile di piazza Duomo, scegliendo anch'egli la "vita comune", così come richiesta ai presbiteri nelle comunità presbiterali delle unità pastorali.

## Genealogia episcopale
La genealogia episcopale è:
- Cardinale Scipione Rebiba
- Cardinale Giulio Antonio Santori
- Cardinale Girolamo Bernerio, O.P.
- Arcivescovo Galeazzo Sanvitale
- Cardinale Ludovico Ludovisi
- Cardinale Luigi Caetani
- Cardinale Ulderico Carpegna
- Cardinale Paluzzo Paluzzi Altieri degli Albertoni
- Papa Benedetto XIII
- Papa Benedetto XIV
- Papa Clemente XIII
- Cardinale Bernardino Giraud
- Cardinale Alessandro Mattei
- Cardinale Pietro Francesco Galleffi
- Cardinale Giacomo Filippo Fransoni
- Cardinale Antonio Saverio De Luca
- Arcivescovo Gregor Leonhard Andreas von Scherr, O.S.B.
- Arcivescovo Friedrich von Schreiber
- Arcivescovo Franz Joseph von Stein
- Arcivescovo Joseph von Schork
- Vescovo Ferdinand von Schlör
- Arcivescovo Johann Jakob von Hauck
- Vescovo Ludwig Sebastian
- Cardinale Joseph Wendel
- Arcivescovo Josef Schneider
- Vescovo Josef Stangl
- Papa Benedetto XVI
- Cardinale Pietro Parolin
- Vescovo Giuliano Brugnotto

## Opere
- Giuliano Brugnotto, L'aequitas canonica. Studio e analisi del concetto degli scritti di Enrico da Susa (cardinal ostiense), Pontificio Istituto Biblico, 1999, ISBN 978-8876528446.